# Stefka Ewstatiewa
Stefka Ewstatiewa (bułg. Стефка Евстатиева; ur. 7 maja 1947 w Ruse) – bułgarska śpiewaczka operowa, sopran.

## Życiorys
Studiowała śpiew w Narodowej Akademii Muzycznej w Sofii pod kierunkiem Eleny Kisełʹowej i debiutowała w operze w rodzinnym Ruse, gdzie śpiewała w latach 1971–1979.
W 1974 roku zdobyła drugą nagrodę na Międzynarodowym Konkursie Muzycznym im. Piotra Czajkowskiego, a w 1978 roku w bułgarskim radiu.
W 1978 zadebiutowała w Sofii, a później śpiewała w Operze Wiedeńskiej, Bawarskiej Operze Państwowej, Operze Królewskiej w Londynie, Teatro Colón w Buenos Aires i La Scali w 1983. Śpiewała także w operach w Rzymie, Brukseli, Berlinie, Paryżu, Frankfurcie, Miami, Filadelfii, San Francisco, Baltimore i Dallas.
W 1984 roku zadebiutowała w Metropolitan Opera w Nowym Jorku jako Elżbieta w operze Don Carlos Verdiego.